# Auenfeldsattel
Der Auenfeldsattel ist ein Bergsattel im österreichischen Bundesland Vorarlberg.

## Lage

### Gebirge
Der Auenfeldsattel liegt im Lechquellengebirge, er bildet die Grenze zwischen Karhorngruppe und Mohnenfluhgruppe, die angrenzenden Berge sind Karhorn und Juppenspitze.

### Regionen, Täler, Gewässer
Der Auenfeldsattel liegt auf der Europäischen Hauptwasserscheide Nordsee/Schwarzes Meer. Auf der Nordwestseite liegt der Bregenzerwald, und zwar das namensgebende Auenfeld, das Quellgebiet der Bregenzer Ache. Diese entwässert über Bodensee und Rhein in die Nordsee.
Auf der Südostseite liegt das Hochtannberggebiet, das oberste Lechtal. Der Abfluss läuft über Gaisbach, Gizzibach, Lech, Donau ins Schwarze Meer.

### Politische Lage
Politisch liegt der Sattel in der Gemeinde Lech, im Bezirk Bludenz. Im Auenfeld liegt die Grenze zu Schröcken, der hintersten Gemeinde des Bregenzerwaldes.

## Beschreibung
Der Sattel ist grasbewachsen und wird als Alpgebiet bewirtschaftet. Nordwestlich des Auenfeldsattels sind mehrere kleine Hügel, die einen Biotopkomplex bilden. Zwischen den Hügeln liegen kleine Moore, die teilweise miteinander in Verbindung stehen. Es entstehen seichte Gerinne und schließlich der mäandrierende Quellbach der Bregenzer Ache. Das gesamte Auenfeld ist ein sehr mooriges Hochtal mit mehreren Alpen. Auch die Südostseite ist ein Alpgebiet.
Wanderwege führen ins Gaisbachtobel, nach Oberlech, zum Mohnensattel, nach Schröcken, nach Bürstegg und aufs Karhorn (nur für Geübte).